# ELF Cup
ELF Cup (от английского Equality, Liberty, Fraternity — Равенство, Свобода, Братство) — международный футбольный турнир, организованный Федерацией футбола Турецкого Кипра, членом NF-Board. Проходил на территории частично признанного государства Турецкая Республика Северного Кипра (Северный Кипр). На турнир были приглашены команды входящие в NF-Board, а также сборные Афганистана, Кыргызстана и Таджикистана, входящие в ФИФА и АФК.

## Турнир и история его организации
Изначально сборная сборная Северного Кипра должна была участвовать в 2006 году на турнире VIVA World Cup 2006, который был организован NF-Board. Первый чемпионат мира такого рода под эгидой NF-Board должен был проводить именно Северный Кипр. Однако после выборов нового правительства в Северном Кипре, NF-Board обвинила Федерацию футбола Турецкого Кипра в отборе стран, которые должны были участвовать в турнире, по политическим признакам. В ответ на это Северный Кипр объявил что NF-Board запросил слишком большие деньги за проведение чемпионата и отказался от его проведения.
В итоге конфликт вылился в разрыв Северного Кипра с NF-Board. NF-Board объявила новым местом проведения турнира Окситанию (регион на юге Франции), а Северный Кипр организовал у себя свой турнир — ELF Cup. ELF Cup собрал 8 команд: Гренландия, Крымские татары, Занзибар, Гагаузия, Тибет, сами хозяева — Северный Кипр, мини-футбольными командами были представлены Кыргызстан и Таджикистан — члены ФИФА и АФК.
Турнир прошёл с 19 по 25 ноября 2006 года. Изначально на турнир планировалась приглашать только сборные, не входящие в ФИФА, однако впоследствии были приглашены три команды, входящие в ФИФА и АФК — сборные Афганистана, Кыргызстана и Таджикистана. Однако под давлением ФИФА сборная Афганистана снялась с турнира (её место заняла сборная Гагаузии), а Кыргызстан и Таджикистан представляли их мини-футбольные сборные.

## Участники
- Гагаузия — сборная представляла гагаузов и автономное территориальное образование Гагаузия в составе Молдавии.
- Гренландия — член NF-Board, сборная представляла Гренландию, автономную территорию Дании.
- Занзибар — член КАФ и NF-Board, сборная представляла автономию Занзибар в составе Танзании, была представлена молодёжной сборной.
- Крым — сборная представляла крымских татар и Автономную Республику Крым в составе Украины.
- Кыргызстан — член АФК и ФИФА, была представлена сборной по мини-футболу.
- Таджикистан — член АФК и ФИФА, была представлена сборной по мини-футболу.
- Тибет — член NF-Board, сборная представляла тибетский народ и Правительство Тибета в изгнании.
- Северный Кипр — организатор турнира, сборная представляла Турецкую Республику Северного Кипра (Северный Кипр).

## Групповой этап

### Группа А
|    | Команда    | И | В | Н | П | ГЗ | ГП | +/- | Очки |
| -- | ---------- | - | - | - | - | -- | -- | --- | ---- |
| 1. | Кыргызстан | 3 | 2 | 0 | 1 | 7  | 2  | +5  | 6    |
| 2. | Занзибар   | 3 | 1 | 2 | 0 | 3  | 2  | +1  | 5    |
| 3. | Гренландия | 3 | 1 | 1 | 1 | 3  | 2  | +1  | 4    |
| 4. | Гагаузия   | 3 | 0 | 1 | 2 | 2  | 9  | -7  | 1    |

### Группа Б
|    | Команда       | И | В | Н | П | ГЗ | ГП | +/- | Очки |
| -- | ------------- | - | - | - | - | -- | -- | --- | ---- |
| 1. | Северный Кипр | 3 | 3 | 0 | 0 | 20 | 1  | +19 | 9    |
| 2. | Крым          | 3 | 2 | 0 | 1 | 3  | 6  | -3  | 6    |
| 3. | Таджикистан   | 3 | 1 | 0 | 2 | 5  | 7  | -2  | 3    |
| 4. | Тибет         | 3 | 0 | 0 | 3 | 0  | 14 | -14 | 0    |